# Arkadiusz Sikora
Arkadiusz Sikora (ur. 20 czerwca 1973 w Głubczycach) – polski polityk i ekonomista, poseł na Sejm X kadencji.

## Życiorys
Absolwent finansów i bankowości na Akademii Ekonomicznej we Wrocławiu (1997). Pracował w należącej do grupy KGHM Polska Miedź spółce DSI oraz w sektorze bankowym, a także jako główny specjalista w Departamencie Budżetu i Finansów Urzędu Marszałkowskiego Województwa Dolnośląskiego. Był też wicedyrektorem Ośrodka Kultury i Sztuki we Wrocławiu oraz wiceprezesem Wrocławskiego Centrum Treningowego Spartan. Od 2000 do 2002 pełnił funkcję wiceprezesa klubu piłki ręcznej WKS Śląsk Wrocław, w latach 2013–2023 był wiceprezesem Stowarzyszenia Dyrektorów Samorządowych Instytucji Kultury.
W latach 2000–2002 kierował Stowarzyszeniem Młodej Lewicy Demokratycznej na Dolnym Śląsku. Zaangażował się w działalność polityczną w ramach Sojuszu Lewicy Demokratycznej. W 2002 uzyskał mandat radnego miejskiego we Wrocławiu. W 2005 przeszedł z SLD do Partii Demokratycznej; w wyborach w tym samym roku był jej kandydatem do Sejmu. W 2006 jako kandydat PD nie utrzymał mandatu radnego, startując z listy LiD. Powrócił do SLD, w 2016 objął funkcję sekretarza dolnośląskich struktur tej partii. Bez powodzenia kandydował w 2018 do Sejmiku Województwa Dolnośląskiego. W wyborach w 2019 bezskutecznie kandydował na posła w okręgu wrocławskim. W 2021 został współprzewodniczącym (obok Krzysztofa Śmiszka) Nowej Lewicy w województwie dolnośląskim.
W wyborach parlamentarnych w 2023 został wybrany do Sejmu X kadencji z okręgu legnickiego, startując z pierwszego miejsca na liście NL i zdobywając 12 048 głosów. W 2024 bezskutecznie kandydował do Europarlamentu X kadencji.

## Wyniki w wyborach ogólnopolskich
| Wybory | Komitet wyborczy | Komitet wyborczy                    | Organ                           | Okręg | Wynik          |
| ------ | ---------------- | ----------------------------------- | ------------------------------- | ----- | -------------- |
| 2005   |                  | Partia Demokratyczna – demokraci.pl | Sejm V kadencji                 | nr 3  | 292 (0,08%)    |
| 2019   |                  | Sojusz Lewicy Demokratycznej        | Sejm IX kadencji                | nr 3  | 8510 (1,30%)   |
| 2023   |                  | Nowa Lewica                         | Sejm X kadencji                 | nr 1  | 12 048 (2,40%) |
| 2024   |                  | Lewica                              | Parlament Europejski X kadencji | nr 12 | 1936 (0,17%)   |